# Jonas Hartelius
Jonas Hartelius, född den 19 april 1953 i Stockholm, är en svensk narkotikaforskare, debattör och den före detta ordföranden i Svenska Carnegieinstitutet. Han har ofta anlitats av domstolar som expertvittne vid bedömningar av drogers relativa farlighet. Vidare har han stort inflytande via promemorian "Farlighetsbedömning av narkotika" som åklagarmyndigheten använder för straffyrkanden vid narkotikabrott. Han har även utfört arbete för Rikspolisstyrelsen och Svenska narkotikapolisföreningen.

## Biografi
Jonas Hartelius är född i Stockholm, men uppvuxen i Kristianstad. Han var redan intresserad av drogfrågor under sin gymnasietid på Österängskolan i Kristianstad, där han gick naturvetenskaplig linje. Bland annat skrev han en uppsats om svensk narkotikapolitik och deltog i olika kampanjer mot rökning och narkotika. År 1971 tog han studenten och träffade Nils Bejerot, vilken han senare samarbetat mycket med efter att han tagit en kandidatexamen i matematik och vetenskapsteori vid Göteborgs universitet.
Sedan senare delen av 1970-talet har han själv, och ihop med andra, skrivit en lång rad böcker om narkotika. När Svenska Carnegieinstitutet instiftas 1982 blev han dess första generalsekreterare, en position han behöll till 1998. År 1983 blir han anlitad som sakkunnig i narkotikafrågor för första gången av rättsväsendet. Därefter har han varit expertvittne under ett stort antal rättegångar. Bara under 2010 och första halvan av 2011 var han sakkunnig i över 30 olika narkotikarättegångar.

## Sakkunnig i narkotikafrågor
Genom att vara sakkunnig vid olika domstolar har Hartelius vunnit stort inflytande över vilket straffvärde en given mängd av ett visst preparat har. Detta inflytande blev än större när åklagarmyndigheten anlitade honom som medförfattare till "Farlighetsbedömning av narkotika" (RättsPM 2009:1) som även innehåller rekommendationer om straffvärde för olika mängder av ett preparat. 
Flera kritiker, bland annat Claes Borgström, har dock ifrågasatt Hartelius kompetens att bedöma narkotikas farlighet då han saknar utbildning med bäring på medicin eller farmakologi. Borgström uttrycker irritation över att Hartelius, som i hans ögon varken är vetenskapsman eller expert, ändå tror sig veta bäst. Borgström med flera hävdar också att hans inflytande över svensk rättspraxis är alltför stort. Själv har Hartelius förklarat att: 
"Jag upplever mig som en rotehållare och försöker upprätthålla kompetensen för narkotikakontroll och FN:s narkotikakonventioner. Jag har under 35 år forskat och skrivit om narkotikafrågan och följer vetenskapliga metoder. För att ta fram information om nya preparat arbetar jag ibland underrättelsebaserat och samlar även missbrukares egna erfarenheter på olika nätforum."
Claes Borgström framförde sin kritik mot Hartelius i samband med en rättegång där Högsta domstolen skulle bedöma mefedrons relativa farlighet. Två män hade i lägre domstolar blivit dömda till 14 års fängelse efter att man gått på åklagarens (och Hartelius) linje att mefedron var att jämställa med ecstasy. I HD:s dom sänktes straffet till 4 år, sedan man vägt in andra expertvittnen och brittisk studie om drogers relativa farlighet, och då kommit fram till att det är mer rättvisande att jämföra mefedron med amfetamin.
I ett särskilt yttrande uttalar justitierådet Martin Borgeke sin kritik mot domstolarnas "schablonartade och onyanserade" domar baserade alltför mycket på farlighetstabeller. Han har själv skrivit böcker i ämnet - med liknande listor - men påpekar att dessa tabeller bara bör ses som ett stöd för domstol och åklagare, inte som en ersättning för självständiga bedömningar. Borgeke påtalar även den olämpliga skillnaden mellan gällande praxis och de rekommendationer som finns om ecstasy i åklagarnas promemoria. Dessutom bedömer han att gällande praxis när det gäller GHB och Rohypnol är väl sträng och öppnar för en omvärdering av straffvärdet.
Den förre narkotikasamordnaren Björn Fries har kallat åklagarnas farlighetsbedömning för "humbug" och ett typiskt utslag av svensk narkotikapolitik. Han har säger också att: "Domstolarna borde anlita proffs, inte amatörer. Farlighetsbedömningarna är alldeles för viktiga för att slarva med." Kritiker har det även höjt på ögonbrynen inför Hartelius hänvisningar till den i sammanhanget något kuriösa källan Wikipedia. Hartelius försvar sig med att källor i detta sammanhang inte nödvändigtvis skall bedömas efter de högt ställda tillförlitlighetskrav som används inom vetenskapen och att det är domstolarna som genom fri bevisprövning har att ta ställning till enskilda uppgifters riktighet.
Astrid Eklund, chefsåklagare med övergripande ansvar för narkotikafrågor inom åklagarmyndigheten, har försvarat Hartelius och promemorian. Hon tycker promemorian har ett syfte i det att man snabbt kan nå ut i landet med information till åklagarna om hur de bör se på nya eller ovanliga droger, liksom att åklagarnas bedömningarna då blir mer lika över landet. Hon menar också att läkare och jurister har en tendens att tala förbi varandra, där då Hartelius fyller en funktion som tolk. Hon säger också att läkare kan vara experter på enskilda droger, men de ofta saknar den överblick över hela fältet som Hartelius skaffat sig.